# Championnat de Bulgarie de football 1983-1984
Navigation
Saison précédente Saison suivante
La saison 1983-1984 du Championnat de Bulgarie de football était la 60e édition du championnat de première division en Bulgarie. Les seize meilleurs clubs du pays se retrouvent au sein d'une poule unique, la Vissha Professionnal Football League, où ils s'affrontent deux fois, à domicile et à l'extérieur. À la fin de la saison, les deux derniers du classement sont relégués et remplacés par les deux meilleurs clubs de deuxième division tandis que les clubs classés entre la 11e et 14e doivent disputer des barrages face aux 3e et 4e de D2.
C'est le Levski-Spartak Sofia qui remporte le titre national cette saison en terminant en tête du classement final, avec deux points d'avance sur le tenant du titre, le CSKA Septemvriysko zname Sofia. Trois équipes terminent à égalité à la troisième place : Beroe Stara Zagora, promu de D2 cette année, ZhSK-Spartak Varna et le Chernomorets Burgas. C'est le 5e titre national du Levski-Spartak Sofia qui réussit même le doublé en battant le Trakia Plovdiv en finale de la Coupe de Bulgarie.
La fin de saison a été mouvementée en Bulgarie. Alors que la compétition était arrivée à son terme, le troisième du classement, le ZhSK-Spartak Varna, se voit doubler par le PFC Sliven : Sliven avait perdu lors de la journée précédente face au Botev Vratsa, accusé d'avoir aligné un joueur non qualifié et obtient donc la victoire sur tapis vert. Ce changement permet donc au PFC Sliven d'obtenir une qualification pour la Coupe UEFA. Cette décision sera annulée au printemps 2000 par la fédération qui redonnera la place sur le podium au ZhSK-Spartak.

## Les 16 clubs participants
| - Levski-Spartak Sofia - CSKA Septemvriysko zname Sofia - Etar Veliko Tarnovo - ZhSK-Spartak Varna - FK Haskovo - PFC Slavia Sofia - Chernomorets Burgas - Lokomotiv Sofia | - FK Shumen - Promu de D2 - Lokomotiv Plovdiv - Promu de D2 - Tcherno More Varna - Trakia Plovdiv - Botev Vratsa - Belassitza Petritch - Beroe Stara Zagora - Promu de D2 - PFC Sliven |

## Compétition

### Classement
Le barème utilisé pour établir le classement est le suivant :
- Victoire : 2 points
- Match nul : 1 point
- Défaite : 0 point

| Rang | Équipe                           | Pts | J  | G  | N  | P  | Bp | Bc | Diff |
| ---- | -------------------------------- | --- | -- | -- | -- | -- | -- | -- | ---- |
| 1    | Levski-Spartak Sofia C           | 47  | 30 | 19 | 9  | 2  | 64 | 29 | +35  |
| 2    | CSKA Septemvriysko zname Sofia T | 45  | 30 | 18 | 9  | 3  | 72 | 24 | +48  |
| 3    | ZhSK-Spartak Varna               | 31  | 30 | 13 | 5  | 12 | 41 | 37 | +4   |
| 4    | Beroe Stara Zagora P             | 31  | 30 | 11 | 9  | 10 | 38 | 40 | -2   |
| 5    | Chernomorets Burgas              | 31  | 30 | 12 | 7  | 11 | 43 | 47 | -4   |
| 6    | Lokomotiv Sofia                  | 30  | 30 | 11 | 8  | 11 | 35 | 29 | +6   |
| 7    | PFC Sliven                       | 30  | 30 | 10 | 10 | 10 | 39 | 37 | +2   |
| 8    | Botev Vratsa                     | 30  | 30 | 10 | 10 | 10 | 31 | 32 | -1   |
| 9    | Trakia Plovdiv                   | 29  | 30 | 11 | 7  | 12 | 64 | 58 | +6   |
| 10   | Etar Veliko Tarnovo              | 28  | 30 | 13 | 2  | 15 | 47 | 48 | -1   |
| 11   | FK Shumen P                      | 27  | 30 | 11 | 5  | 14 | 35 | 46 | -11  |
| 12   | Belassitza Petritch              | 27  | 30 | 11 | 5  | 14 | 25 | 49 | -24  |
| 13   | Tcherno More Varna               | 26  | 30 | 9  | 8  | 13 | 36 | 43 | -7   |
| 14   | PFC Slavia Sofia                 | 25  | 30 | 10 | 5  | 15 | 40 | 38 | +2   |
| 15   | Lokomotiv Plovdiv P              | 24  | 30 | 10 | 4  | 16 | 43 | 63 | -20  |
| 16   | FK Haskovo                       | 19  | 30 | 7  | 5  | 18 | 30 | 63 | -33  |

|  | Qualification pour la Coupe des clubs champions 1984-1985                                |
|  | Qualification pour la Coupe des Coupes 1984-1985                                         |
|  | Qualification pour la Coupe UEFA 1984-1985                                               |
|  | Participation au barrage de promotion-relégation                                         |
|  | Relégation en deuxième division                                                          |
|  | T : Tenant du titre C : Vainqueur de la Coupe de Bulgarie P : Promu de deuxième division |

### Matchs

#### Barrages de promotion-relégation
Les 4 clubs (classés entre la 11e et la 14e place) s'affrontent lors d'un premier tour de barrage. Les deux perdants de ce tour affrontent les 2e et 3e de D2 lors du second tour de ce barrage.
| Équipe 1           | Résultat | Équipe 2            | Aller | Retour |
| ------------------ | -------- | ------------------- | ----- | ------ |
| PFC Slavia Sofia   | 4 - 3    | FK Shumen           | 2 - 1 | 2 - 2  |
| Tcherno More Varna | 4 - 3    | Belassitza Petritch | 3 - 1 | 1 - 2  |

| Équipe 1            | Résultat | Équipe 2               | Aller | Retour |
| ------------------- | -------- | ---------------------- | ----- | ------ |
| Belassitza Petritch | 4 - 5    | PFC Minyor Pernik (D2) | 4 - 2 | 0 - 3  |
| FK Shumen           | 3 - 4    | Dunav Ruse (D2)        | 1 - 1 | 2 - 3  |

## Bilan de la saison
| Championnat de Bulgarie de football 1983-1984 |                                 |
| Champion                                      | Levski-Spartak Sofia (5e titre) |
| Coupes et trophées                            |                                 |
| Vainqueur de la Coupe de Bulgarie 1983-1984   | Levski-Spartak Sofia            |
| Qualifications continentales                  |                                 |
| Coupe des clubs champions 1984-1985           | Levski-Spartak Sofia            |
| Coupe des Coupes 1984-1985                    | Trakia Plovdiv                  |
| Coupe UEFA 1984-1985                          | CSKA Septemvriysko zname Sofia  |
| Coupe UEFA 1984-1985                          | PFC Sliven                      |
| Promotions et relégations                     |                                 |
| Promus en Vissha PFL                          | PFK Spartak Pleven              |
| Promus en Vissha PFL                          | Pirin Blagoevgrad               |
| Promus en Vissha PFL                          | Dunav Ruse                      |
| Promus en Vissha PFL                          | PFC Minyor Pernik               |
| Relégués en B PFL                             | Lokomotiv Plovdiv               |
| Relégués en B PFL                             | FK Haskovo                      |
| Relégués en B PFL                             | Belassitza Petritch             |
| Relégués en B PFL                             | FK Shumen                       |